# Steinbruchterrassen im Egautal
Steinbruchterrassen im Egautal ist ein Naturschutzgebiet mit der Schutzgebietsnummer 1099 im Ostalbkreis in Baden-Württemberg.  

## Lage und Beschreibung
Das Naturschutzgebiet liegt rund zwei Kilometer südöstlich der Kernstadt von Neresheim bei einer Flussschleife der Egau beim Neresheimer Wohnplatz Härtsfeldwerke. Das Naturschutzgebiet umfasst den ehemaligen Steinbruch der Härtsfeldwerke. Zwischen 1900 und 1960 wurden hier Weißjura-Massenkalke abgebaut. Nach der Einstellung der Arbeiten wurde der Steinbruch sich selbst überlassen. Auf den unterschiedlich großen Terrassen siedelte sich im Lauf der Zeit eine besondere, den kargen und trockenen Verhältnissen angepasste Flora an, die dem Kalkmagerrasen zuzuordnen ist. 
Das Schutzgebiet entstand durch Verordnung des Regierungspräsidiums Stuttgart vom 12. März 1982 und gehört zum Naturraum 096-Albuch und Härtsfeld innerhalb der naturräumlichen Haupteinheit 09-Schwäbische Alb.

## Schutzzweck
Schutzzweck ist nach der Schutzgebietsverordnung die Erhaltung des besonderen Charakters eines aufgelassenen Steinbruches mit einer vielfältigen Flora und Fauna und insbesondere einer großen Anzahl seltener und bedrohter Pflanzen.